# Krister Classon
Lars Ivar Krister Classon (fram till år 2006, felaktigt, stavat Claesson), född 17 december 1955 i Kalvs församling i Älvsborgs län, är en svensk komiker, skådespelare, manusförfattare och regissör.

## Biografi
Krister Classon skapade tillsammans med Stefan Gerhardsson tidigt buskis-duon Stefan & Krister, som är upphovet till många lustspel och TV-program. Deras första gemensamma framträdande ägde rum i Älvsered år 1981.
Classon fick diagnosen manodepressiv efter att kollapsat psykiskt år 1999 och drog sig tillbaka från scenen år 2001, men fortsatte att skriva manus och regissera. Han gjorde en sista comeback på scen med sin enmansföreställning Bäst före?! år 2006, med 100 föreställningar på Lisebergsteatern och efterföljande Sverigeturné (och släpptes på DVD den 15 juni 2011). Han gjorde ett inhopp som gästskådespelare i Daniel Ströms actionkomedi Jakten med familjen, inspelad på våren år 2008.
År 2002 och år 2005 blev han belönad med Guldmasken för sin regi av de egna farserna Snålvatten och jäkelskap samt Stulen kärlek. Han har varit nominerad vid ytterligare fem tillfällen.
Han pensionerade sig år 2011 och hans son Lars Classon övertog helt rollen som regissör och manusförfattare efter sex år som delaktig.
Både Krister Classon och hans buskis-kollega, Annika Andersson, är medlemmar av världens största kartlagda släkt – Långarydssläkten (med släkt-ID "V-DFF AaA DCd").

## Etablerade rollfigurer

### Birger
Birger är en rollfigur som uppstod i revyn Skåpbubblor år 1988, och har medverkat i flera olika sammanhang; han gjorde för- och efterord till Hemkört och Bakhalt, var alltid med i varje avsnitt av Full fräs där han framträdde med buskis-ståuppkomik som mellannummer i serien, och har även gjort vissa TV-framträdanden.
Birger går alltid klädd i en röd långärmad tröja, orange basker och stora glasögon, samt har sina armar ständigt spända. Han är väldigt kaxig, men korkad, och tror bland annat att tärning används i schack. Han känner Olvert väl, vilket framkommit flera gånger. Birgers monologer berör främst fiktiva bekantskaper; som de gamla makarna Arvid och kraftigt överviktiga Hulda, med deras vuxne svendom-son Egon. Birger är även livrädd för ormar, i övrigt är inte mycket känt om honom.
Birgers karaktär blev raka motsatsen till vad som var tänkt i begynnelsen. Efter Krister Classons och Stefan Gerhardssons medverkande i Sven Slättengrens revyer i Värnamo avsåg duon att göra en blyg monologfigur till deras första egen revyproduktion Skåpbubblor, men på grund av Classons nervositet vid Birgers första framträdande tog karaktären över honom totalt; allt som skedde på scenen var Classon omedveten om, även hans spända armar.

### Kristian
Kristian är en rollfigur i När dä va’ då!, Sommarbuskis-revyerna och Full fräs.
Kristian är en slö, ogift och snusande bonde i 50-årsåldern som behöver hjälp av hemsamariter och drängen Errolf för att klara av hushållet och sin boskap. Kristian klär sig helst i flanellskjorta, mörka byxor och trasiga tjocksockar. Han bränner hemma och tar gärna en sup ibland, men gömmer helst undan brännvinet när den försupne grannen Sven-August hälsar på.

### Edvin Eriksson
Edvin Eriksson är en rollfigur i TV-serien Full frys.
Edvin är 45 år och arbetar som förman och fackombud för de anställda på Dolkens Livs i Falkenberg. Han är dock mycket korkad och ägnar det mesta av sin tid åt att gömma brännvin lite varstans i affären som han sen själv går och dricker (han har en hembränningsapparat gömd i affärens källare), dra värdelösa ordvitsar och försätta butikschefen Sture Bergholm i en massa problem. I bland försöker han sig även på att göra affärer i Stures namn, oftast med hjälp av sin kusin Bernt, alltid med resultatet att Sture håller på att förlora jobbet. När Edvin blir tillsagd att göra någonting vill han alltid kontrollera om vederbörande menar just då.
Han har även en fru som heter Beatrice och en kompis som heter Nisse som är begravningsentreprenör. I övrigt har han en svåger som heter Sverker, en morbror Mårten, en syssling Sivert, farbror Anton och en enögd katt som heter Fritz.
Han kör en gammal förfallen televerksorange Volvo Duett och har hönor i sitt vardagsrum.

## Filmografi

### Manus i urval
- 1993 – Full fräs (TV-serie) (medförfattare)
- 1998 – Där fick du!
- 2001 – Snålvatten och jäkelskap
- 2002 – Bröllop och jäkelskap
- 2003 – Barnaskrik och jäkelskap (tillsammans med Gustaf Skördeman)
- 2004 – Två bröder emellan
- 2004 – Stulen kärlek (ej Stefan & Krister)
- 2005 – Två ägg i högklackat
- 2006 – Bäst före?!
- 2008 – Otroligt het!
- 2008 – Solsting och snésprång
- 2008 – 320 kg buskis
- 2009 – Oskulden från Fegen (teaterpjäs till förmån för hembygdsföreningen i Fegen)
- 2009 – Scen Sommarbuskis
- 2009 – Virus i bataljonen (endast manusredaktör)
- 2010 – En mor till salu (endast manusredaktör)
- 2011 – Pang på pensionatet

### Regi i urval
- 1996 – Hemlighuset (även manusbearbetning)
- 1997 – Hemvärn & påssjuka (även manusbearbetning)
- 1998 – Där fick du!
- 2000 – Rena rama Rolf – En plats i solen
- 2001 – 20 år under bältet
- 2001 – Snålvatten och jäkelskap
- 2002 – Bröllop och jäkelskap
- 2003 – Barnaskrik och jäkelskap
- 2004 – Stulen kärlek
- 2004 – Två bröder emellan
- 2005 – Två ägg i högklackat
- 2006 – Bäst före?!
- 2007 – Nyrakad buskis (turné 3 oktober - 1 december)
- 2008 – Otroligt het!
- 2008 – 320 kg buskis
- 2009 – Scen Sommarbuskis
- 2009 – Oskulden från Fegen (10 föreställningar)
- 2011 – Pang på pensionatet

### Manusbearbetning i urval
- 1996 – Hemlighuset (originalmanus Curt Peterson)
- 1997 – Hemvärn & påssjuka
- 2007 – Hemsöborna – Väldigt fritt efter August Strindberg (även regi)
- 2008 – Solsting och snésprång (även regi)

### Skådespelare i urval
- 1989 – När dä va’ då!
- 1992 – Skåpbubblor (Falkenbergs Stadsteater)
- 1992, 1993 och 1994 – Sommarbuskis
- 1996 – Hemlighuset
- 1997 – Hemvärn & påssjuka
- 1998 – Där fick du!
- 1999 – Full frys (TV-serie)
- 1999 – Bröstsim & gubbsjuka
- 2001 – 20 år under bältet
- 2006 – Bäst före?!
- 2008 – Jakten med familjen
- 2009 – Oskulden från Fegen (teaterpjäs)